# Trnavský kraj
Trnavský kraj (maďarsky Nagyszombati kerület) je kraj na Slovensku v jihozápadní části země s krajským městem Trnavou. S rozlohou 4174,2 km² zabírá 8,5 % rozlohy Slovenska a po Bratislavském kraji je nejmenším v zemi. V roce 2021 zde žilo přes 566 008 obyvatel, nejméně ze slovenských krajů. V kraji je 7 okresů a 251 obcí, z nichž 16 má status města.

## Charakter kraje
Trnavský kraj na západě hraničí s Bratislavským, na východě s Nitranským a na severu s Trenčínským krajem. Společnou má i hranici s Jihomoravským krajem v České republice, spolkovou zemí Dolní Rakousy v Rakousku a na jihu s župou Győr-Moson-Sopron v Maďarsku.
Nejvyšší bod kraje je kopec Záruby v Malých Karpatech na severu s nadmořskou výškou 767,4 m n. m. Jižní část území Trnavského kraje vyplňuje Podunajská nížina, severní část Malé a Bílé Karpaty a údolí řeky Moravy. Hospodářsky patří k těm bohatším jednak díky svojí důležitosti z hlediska dopravy (spojení Bratislavy se zbytkem Slovenska) jednak díky intenzivnímu zemědělství na jihu území.

## Obyvatelstvo
Území kraje je protáhlé ze severu na jih. V jižní části žije početná maďarská menšina. V okrese Dunajská Streda žilo v roce 2011 75 % Maďarů, což bylo nejvíce ze slovenských okresů. V okrese Galanta žilo 35 % Maďarů a ve všech zbývajících okresech kraje to bylo méně než 1 %. Maďarská menšina tvořila 22 % obyvatel kraje. Čechů bylo 0,6 %.
70,1 % obyvatel se hlásilo k Římskokatolické církvi, 3,7 % k Evangelické církvi augsburského vyznání, 2 % k Reforomované církvi, 0,2 % k Řeckokatolické církvi, 0,2 % k metodistům, 0,2 % ke Svědkům Jehovovým, 0,9 % k jinému vyznání a 9,9 % vyznání neuvedlo.

## Okresy
- Okres Dunajská Streda
- Okres Galanta
- Okres Hlohovec
- Okres Piešťany
- Okres Senica
- Okres Skalica
- Okres Trnava

## Trnavský samosprávný kraj
Jedná se o jeden z osmi samosprávných krajů Slovenska.

### Předsedové kraje
- 2001–2005 – Peter Tomeček (HZDS, SMER, SOP)
- 2005–2009 – Tibor Mikuš (ĽS-HZDS, Ľavicový blok, ZSNS, PSNS)
- 2009–2013 – Tibor Mikuš (nezávislý)
- 2013–2017 – Tibor Mikuš (nezávislý)
- 2017–2022 – Jozef Viskupič (OĽaNO, SaS, KDH, OKS, Zmena zdola, DÚ)
- 2022–2026 – Jozef Viskupič (Slovensko, SaS, KDH, ODS, ZA ĽUDÍ, Sme rodina, OKS, DS, MF)

### Zastupitelstvo kraje
Zastupitelstvo samosprávného kraje se skládá ze 40 poslanců volených v přímých volbách (D. Středa 8 poslanců, Galanta 7, Hlohovec 3, Piešťany 5, Senica 5, Skalica 3 a Trnava 9).